# Manuel Casado Nieto
Manuel Casado Nieto, nacido en Castro Caldelas el 28 de septiembre de 1912 y difunto en Barcelona el 18 de diciembre de 1983, fue un escritor, traductor y fiscal gallego.

## Trayectoria
Estudió Matemáticas y Derecho en las universidades de Santiago y Madrid. En Madrid fue redactor jefe de la revista Galicia. En 1935 ingresó en la carrera judicial, y obtuvo destinos primero en Oviedo, luego en Pontevedra y más tarde en Barcelona, donde desarrolló la mayor parte de su carrera como fiscal de la audiencia.
En Barcelona estuvo muy integrado en la vida de la comunidad gallega y fue presidente del Centro Gallego de Barcelona desde 1954 hasta 1970. Además de las múltiples colaboraciones en periódicos y revistas, y de su faceta como escritor en gallego y en castellano, fue uno de los primeros traductores al gallego de libros bíblicos: el Libro de Xob, el Eclesiastés, la Cántiga de las Cántigas (1968) o el Nuevo Testamento, en 1974. También tradujo algunos poemas de Salvador Espriu.

## Obra en gallego

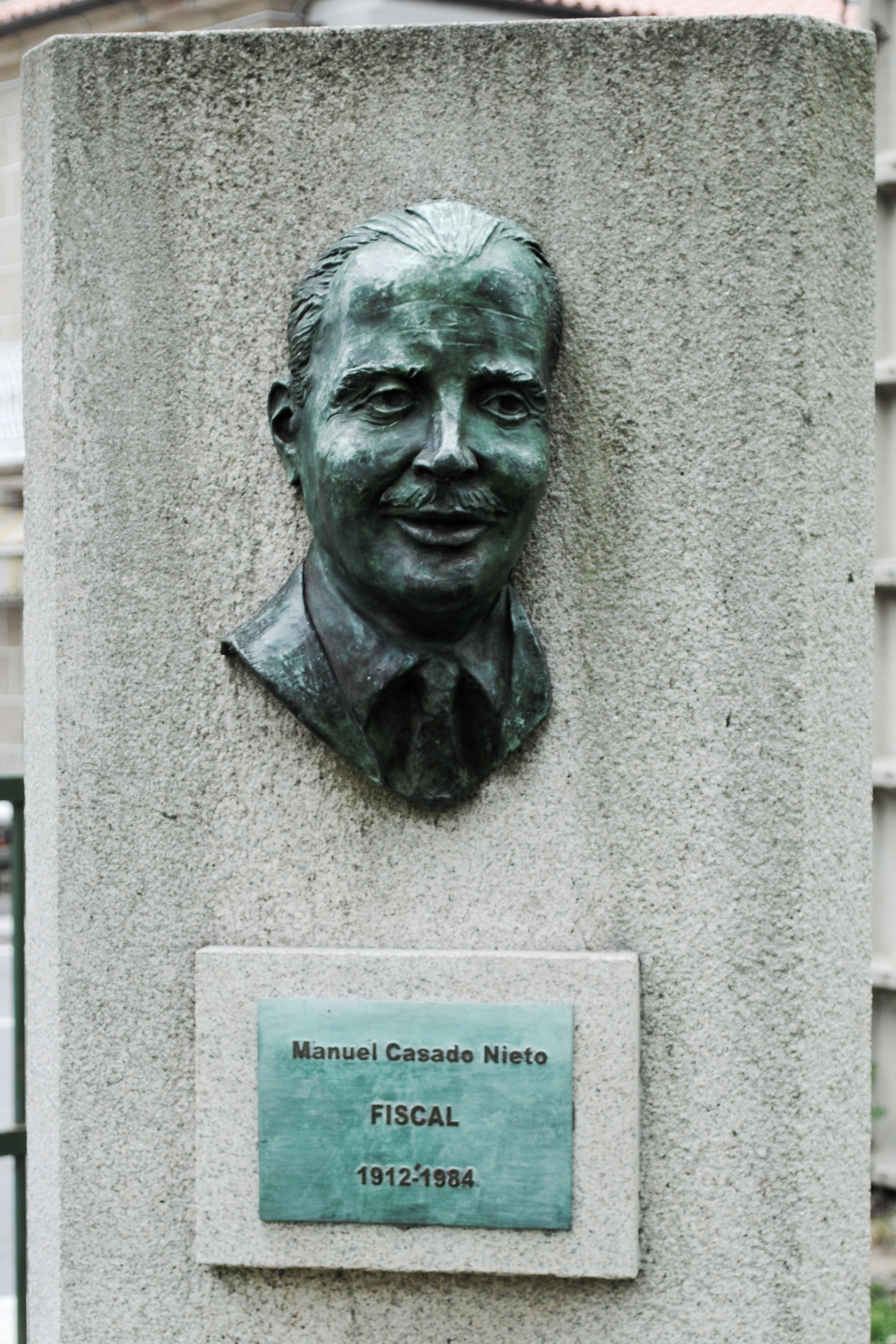
Monumento la Casado Nieto en Castro Caldelas.

## Obra en gallego[5]

### Poesía
- Amor e eleuciós, 1930.
- Orballo ispido, 1954, Colección Xistral, Lugo.
- O ronsel do meu silenzo, 1955, Alba, Vigo.
- Canta de lonxe o corazón do tempo, 1969, Galaxia.
- Vendima, 1982, Sotelo Blanco.

### Narrativa
- Contos que non son contos, 1969, Castrelos.
- Trancos da vida do Braisiño, 1970, Edicións do Castro.
- A boda de Reimundo e outras verídicas historias, 1980, Castrelos.
- Refendas da vida e morte, 1983, Castrelos.

### Traducciones
- Mostra antolóxica de poetas contemporáneos: ingleses, franceses, italiáns, cataláns, 1981, Edicións do Castro. Con Xoán Manuel Casado.

### Obras colectivas
- Arrequecer a endeita. Antoloxía de tres homes do dereito, 2007, Fundación Lois Peña Novo.

## Obra en castellano

### Poesía
- Orto, 1941.
- Sonetos vespertinos, 1957.
- Un lugar en el tiempo, 1969.

### Narrativa
- La turbia corriente, 1970.